# Aniceto Ortega del Villar
Aniceto de los Dolores Luis Gonzaga Ortega Del Villar (Tulancingo, Hidalgo, 1825 - 1875) fue un médico mexicano, compositor y pianista. Aunque tuvo una distinguida carrera como médico y cirujano, también se le recuerda hoy en día por su ópera de 1871 Guatemotzin, una de las óperas mexicanas más tempranas en utilizar un tema nativo.

## Biografía
Aniceto Ortega del Villar, estudió en la Escuela de Medicina de México, a la que ingresó el 12 de enero de 1841, obteniendo su título de Médico el 30 de diciembre de 1845. Estudió obstetricia en Francia, a partir de 1849. Gran investigador en embriología, fue el primero en practicar la medicina preventiva en México a su regreso del Continente Europeo en 1851. 
El 1.º de noviembre de 1865, fue nombrado por el Emperador Maximiliano miembro del Consejo Superior de Salubridad, creado por el Emperador, y el 1.º de febrero de 1868, es nombrado por Benito Juárez, quien no le quería, pero que reconocía sus capacidades profesionales, Catedrático en la Escuela de Obstetricia. El 8 de marzo de 1870, recibió el nombramiento de Director del Hospital de Maternidad de México. (Teodomiro MANZANO, "Hidalguenses distinguidos", 1940)
Además de médico, fue un destacado músico. Fundó en el año de 1866 la Sociedad Filarmónica Mexicana, convertida hoy en el Conservatorio Nacional de Música. Gran crítico musical, como compositor escribió valses, polkas, mazurcas, así como la conocida marcha Zaragoza y una de las primeras óperas mexicanas con un sentido nacional llamada Guatemotzin, basada en una novela histórica de la escritora Gertrudis Gómez de Avellaneda basada en un pasaje de la historia de la conquista de México.

## Obras
Piano
- Invocación a Beethoven
- Elegía, amor e inocencia
- Romanza sin palabras
- El canto de la huilota
- Recuerdo de amistad (Dedicado al pianista mexicano virtuoso y compositor, Tomás León)

Valses
- Enriqueta
- Brillante

Marchas
- Zaragoza
- Potosina
- Republicana

Opera
- Guatimotzin (Estrenada por Ángela Peralta).